# فینیدی جرج
فینیدی جرج (هلندی: Finidi George؛ زادهٔ ۱۵ آوریل ۱۹۷۱) یک بازیکن فوتبال اهل نیجریه است.او در تیم منتخب تاریخ فوتبال نیجریه از نگاه IFFHS نیز قرار دارد.

## باشگاهی
از باشگاه‌هایی که در آن بازی کرده‌است می‌توان به ایپسویچ تاون، آژاکس آمستردام، رئال بتیس، و رئال مایورکا اشاره کرد.

## تیم ملی
وی همچنین در تیم ملی فوتبال نیجریه بازی کرده است.